# Serra de Santana
Serra de Santana is een van de 19 microregio's van de Braziliaanse deelstaat Rio Grande do Norte. Zij ligt in de mesoregio Central Potiguar en grenst aan de microregio's Angicos, Borborema Potiguar, Seridó Oriental, Seridó Ocidental en Vale do Açu. De microregio heeft een oppervlakte van ca. 3.020 km². In 2006 werd het inwoneraantal geschat op 64.213.
Zeven gemeenten behoren tot deze microregio:
- Bodó
- Cerro Corá
- Florânia
- Lagoa Nova
- Santana do Matos
- São Vicente
- Tenente Laurentino Cruz

Mesoregio's: Agreste Potiguar · Central Potiguar · Leste Potiguar · Oeste Potiguar

Microregio's: Angicos · Agreste Potiguar · Baixa Verde · Borborema Potiguar · Chapada do Apodi · Litoral Nordeste · Litoral Sul · Macaíba · Macau · Médio Oeste · Mossoró · Natal · Pau dos Ferros · Seridó Ocidental · Seridó Oriental · Serra de São Miguel · Serra de Santana · Umarizal · Vale do Açu